# 신세하 (레이싱 모델)
신세하(1990년 12월 19일 ~ )는 대한민국의 레이싱 모델이다.

## 경력

### 레이싱모델 경력
- 2015년 미국 라스베가스 세마쇼 - 크레송오토모티브 & 진 퍼포먼스 부스 모델
- 2014년 - CJ 헬로비전 슈퍼레이스 챔피언십 금호타이어 엑스타팀 레이싱모델
- 2013년 - F1 코리아 그랑프리 레이싱모델
- 2013년 - 서울오토살롱 메인모델
- 2013년 - 코리아 스쿠터 레이스 챔피언십 레이싱모델
- 2013년 - 제4회 대구 스트리트 모터페스티벌 레이싱모델
- 2013년 - CJ 헬로비전 슈퍼레이스 챔피언십 레이싱모델